# Carlos Daniel Tapia
Carlos Daniel Tapia (San Miguel, Buenos Aires, 1962. augusztus 20. –) világbajnok argentin válogatott labdarúgó.

## Pályafutása

### Klubcsapatban
Pályafutását 1980-ban kezdte a másodosztályú River Plate csapatában, ahol Alfredo Di Stéfano volt az edzője. 18 évesen került be az első csapat keretébe, a legendás Norberto Alonso helyére. 1985-ben a nagy rivális Boca Juniorshoz igazolt. A klub történetének egyetlen játékosa, aki pályafutása során négy időszakban is a klub alkalmazásában állt. 

### A válogatottban
1980 és 1988 között 10 alkalommal szerepelt az argentin válogatottban és 1 gólt szerzett. Részt vett az 1987-es Copa Américan, illetve tagja volt az 1986-os világbajnokságon győztes csapat keretének is. 

## Sikerei, díjai
CA River Plate
- Argentin bajnok (1): Metropolitano: 1980

Boca Juniors
- Argentin bajnok (1): Aperura: 1992
- Copa de Oro (1): 1993

Argentína
- Világbajnok (1): 1986